# هيئة سلامة الأغذية والمعايير في الهند
هيئة سلامة الأغذية والمعايير في الهند (FSSAI) هي هيئة مستقلة تأسست تحت إشراف وزارة الصحة ورعاية الأسرة، حكومة الهند. تم تأسيسها بموجب قانون سلامة الأغذية والمعايير، 2006 والذي يعد بمثابة قانون أساسي متعلق بسلامة الأغذية وتنظيمها في الهند. وهي المسؤولة عن حماية وتعزيز الصحة العامة من خلال تنظيم والإشراف على سلامة الأغذية.
يرأسها رئيس غير تنفيذي، تعينه الحكومة المركزية، إما يشغل أو يشغل منصب لا يقل عن رتبة سكرتير لحكومة الهند. ريتا تيوتيا هي الرئيسة الحالية لـها وباوان كومار أغاروال هي الرئيسة التنفيذية الحالية لـلهيئة.
يقع مقرها في نيودلهي. لدى الهيئة أيضًا 6 مكاتب إقليمية في دلهي وجواهاتي ومومباي وكولكاتا وكوشين وتشيناي. 14 من مختبرات الإحالة التي تم إخطارها من قبل FSSAI، و 72 من معمل الدولة / UT الموجودة في جميع أنحاء الهند و112 من المعامل هي مختبرات خاصة معتمدة من مجلس الاعتماد الوطني لمختبرات الفحص والمعايرة تم إخطارها من قبل الهيئة.

## الإطار التنظيمي
هيئة سلامة الأغذية والمعايير في الهند هي هيئة قانونية بموجب قانون سلامة الأغذية والمعايير، 2006. قانون سلامة الأغذية والمعايير (FSS)، 2006 هو القانون الأساسي لتنظيم المنتجات الغذائية. يضع هذا القانون أيضًا صياغة وإنفاذ معايير سلامة الأغذية في الهند. و يعين سلطات سلامة الأغذية على مستوى الدولة.
وظائفها تحت الرقابة الإدارية لوزارة الصحة ورعاية الأسرة. الهدف الرئيسي منها هو
1. وضع المعايير المستندة إلى العلم للمواد الغذائية
2. لتنظيم تصنيع وتخزين وتوزيع واستيراد وبيع المواد الغذائية
3. لتسهيل سلامة الغذاء

قانونها هو دلو لجميع القوانين والقواعد واللوائح القديمة لسلامة الأغذية. استغرق قانون FSS 7 أعمال أقدم في مظلة واحدة.
1. قانون منع الغش في الغذاء، 1954 [9]
2. طلب منتجات الفاكهة، 1955 [10]
3. أمر منتجات اللحوم الغذائية، 1973 [11]
4. قرار (ضبط) منتجات الزيوت النباتية، 1947
5. أمر تغليف زيوت الطعام (لائحة) لعام 1988 [12]
6. أمر النفط المستخرج من المذيبات، وجبة إزالة الزيوت ودقيق الأكل (التحكم)، 1967 [13]
7. أمر الحليب ومنتجات الألبان، 1992 .[14]

## الإدارات
1. قسم الاستيراد
2. أكل لحظة الهند الحق
3. التعاون الدولي
4. قسم الامتثال التنظيمي (RCD)
5. قسم نظام إدارة سلامة الأغذية (FSMS)
6. قسم تقييم المخاطر والبحث والتطوير (RARD)
7. قسم الاتصالات التعليمية (IEC)
8. شعبة التنظيم والدستور الغذائي
9. قسم ضمان الجودة / المختبر
10. قسم الموارد البشرية
11. قسم المعايير

## روابط خارجية
- الموقع الرسمي
- قانون سلامة الأغذية والمعايير، 2006
- تسجيل FSSAI
- FSSAI الترخيص